# Diptheroides
Belciana là một chi bướm đêm thuộc họ Noctuidae.